# Чуевский (Чертковский район)
Чуе́вский — хутор в Чертковском районе Ростовской области.
Входит в состав Ольховчанского сельского поселения.

## Население
| 2010 |
| ---- |
| 90   |

## Улицы
Ну хуторе имеются две улицы — Веселая и Чуевская.